# Burkhart Cardauns
Burkhart Cardauns (* 18. Juli 1932 in Gelsenkirchen; † 7. Dezember 2022 in Köln-Altstadt-Süd) war ein deutscher Altphilologe.

## Leben
Burkhart Cardauns studierte Klassische Philologie an den Universitäten zu Köln und München. 1958 wurde er in Köln mit der Dissertation Varros Logistoricus über die Götterverehrung (Curio de cultu deorum) promoviert, die 1960 erschien. Seine Habilitation erreichte er 1967 an der Friedrich-Alexander-Universität Erlangen-Nürnberg mit der Schrift M. Terentius Varro, Antiquitates rerum divinarum. Ausgabe der Fragmente und Kommentar. Bei der Gründung des Fachbereichs Klassische Philologie an der Universität Mannheim wurde er dort 1969 Wissenschaftlicher Rat. 1971 folgte seine Ernennung zum außerplanmäßigen Professor.
1974 wurde er ordentlicher Professor und Inhaber des Lehrstuhls für Klassische Philologie II an der Universität Mannheim. Im Februar 2001 wurde er emeritiert.
Cardauns war einer der führenden Experten für den römischen Universalgelehrten Marcus Terentius Varro. Er verfasste mehrere Textausgaben und Kommentare zu verschiedenen Schriften Varros und war Mitglied des Centro di Studi Varroniani. Darüber hinaus war er Sachverständiger bei der Akademie der Wissenschaften und der Literatur Mainz.
Cardauns starb 2022 im Alter von 90 Jahren und wurde in der Familiengrabstätte auf dem Kölner Melaten-Friedhof beigesetzt.